# قشلاق (مراغه)
قشلاق یکی از روستاهای استان آذربایجان شرقی است که در دهستان سراجوی غربی بخش مرکزی شهرستان مراغه واقع شده‌است.